# Алимос
́Алимос (греч. Δήμος Αλίμου) — община (дим) в Греции. Образована в 1968 году при слиянии упразднённых сообществ Каламакион и Трахонес (Ано-Каламакион). Входит в периферийную единицу Южные Афины в периферии Аттике. Население общины — 41 720 жителей по переписи 2011 года. Площадь общины — 5,909 квадратного километра. Плотность — 7060,42 человека на квадратный километр. Административный центр — Каламакион. Димархом на местных выборах 2014 года избран Андреас Кондилис (Ανδρέας Κονδύλης).
Граничит на юге с Элиникон-Арьируполис, на северо-западе — с Палеон-Фалироном, на северо-востоке — с Айос-Димитриосом, на востоке — с Ильюполисом.

## Этимология
Название Алимос (Άλιμος) образовано от ἅλιμος, которое имеет несколько значений:
- солончак, бесплодная земля (Иер. 17:6) от ἅλς «соль» (Мк. 9:49)
- утоляющий голод от λιμός «голод» (Иов. 30:4), растения, которые употреблялись в пищу бедными, прежде всего лебеда соляная (Atriplex halimus)
- армиритра, растения из подсемейств Маревые (Chenopodioideae) и Солеросовые (Salicornioideae), а также подорожник оленерогий (Plantago coronopus) и Medicago marina[англ.], растущие на засолённых почвах на морских побережьях

## Население
| Год  | Население, человек |
| ---- | ------------------ |
| 1991 | 32 514             |
| 2001 | 39 800             |
| 2011 | ↗ 41 720           |

## Города-побратимы
- Италия, Кондофури (с 1992 года)